# Vichina Cove
Die Vichina Cove (englisch; bulgarisch залив Вичина saliw Witschina) ist eine 3 km breite und 1 km lange Bucht an der Südostküste von Nelson Island im Archipel der Südlichen Shetlandinseln. Sie liegt zwischen dem Slavotin Point im Westen und dem Burney Point im Osten.
Die bulgarische Kommission für Antarktische Geographische Namen benannte sie 2021 nach der mittelalterlichen Festungsstadt Witschina im Nordosten Bulgariens.